# Peter Hermann Nigidius

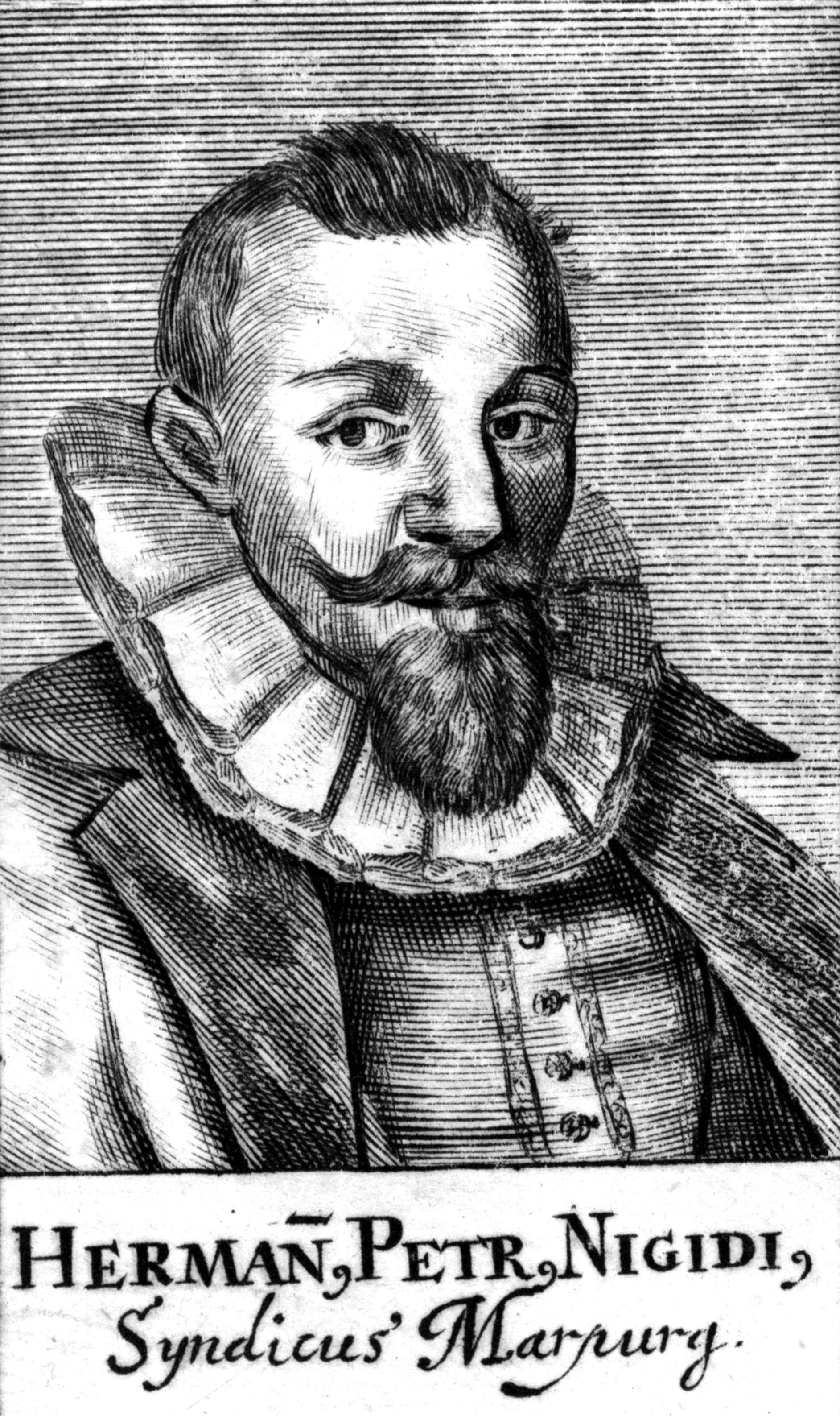
Peter Hermann Nigidius

Peter Hermann Nigidius (* im 16. Jahrhundert; † 28. Januar 1616 in Gießen) war ein deutscher Philosoph, Jurist und Hochschullehrer.

## Leben
Peter Hermann Nigidius wurde als Sohn des Universitätsprofessors Petrus Nigidius geboren. Am 29. Januar 1590 promovierte er in Marburg zum Dr. jur. und wurde vier Jahre später Professor der Rhetorik an der Universität Marburg. Neben dieser Tätigkeit lehrte er auch am Pädagogium Marburg. Als Syndikus war er für die Vertretung der Rechtsinteressen der Universität verantwortlich. Bevor Nigidius im Jahre 1608 zur Universität Gießen wechselte, war er zweimal Dekan der Philosophischen Fakultät in Marburg und 1613 Rektor der Universität Gießen. In Gießen hatte er bis zu seinem Tode einen Lehrstuhl als Professor für Rhetorik.
Nigidius hatte sich 1594 mit Margarethe († 22.  September 1633), der Tochter des Marburger Küchenmeisters Heinrich Bucking verheiratet.